# 宮城県道273号仙台名取線
宮城県道273号仙台名取線（みやぎけんどう273ごう せんだいなとりせん）は、宮城県仙台市太白区と同県名取市を結ぶ一般県道である。

## 概要

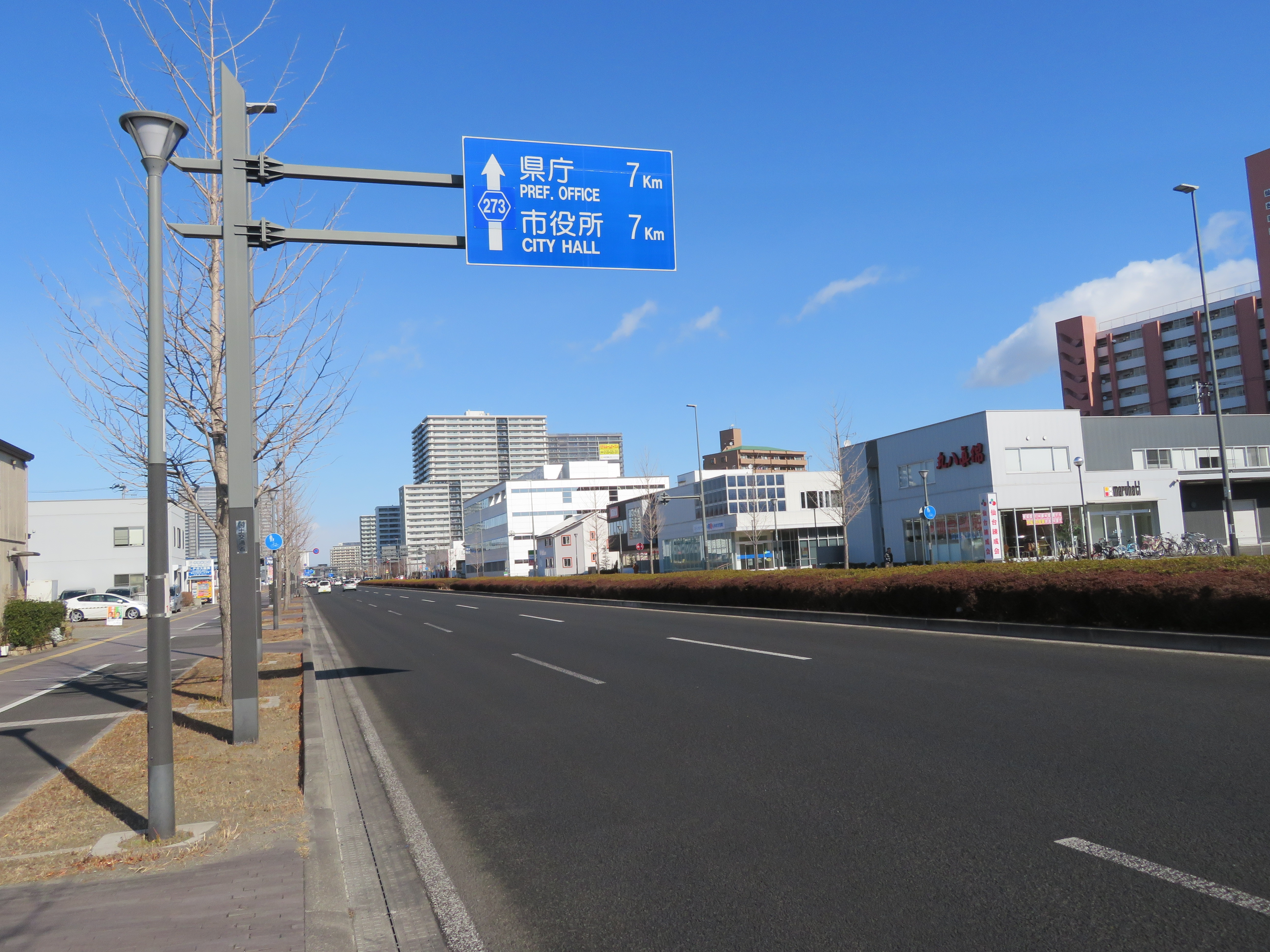
仙台市太白区あすと長町3丁目付近

2015年（平成27年）、仙台バイパスに平行する旧・国道4号の一部が宮城県および仙台市に移管されたことによって誕生した。
2016年3月31日までは起点・終点とも国道4号に接続していた。

### 路線データ
- 起点：仙台市太白区根岸町
- 終点：名取市飯野坂三丁目
- 実延長：8,571.4 m（仙台市管理分4,738.0 m[2]、宮城県管理分3,833.4 m[3]）

## 歴史
- 2015年（平成27年）4月1日 - 旧・国道4号の一部区間を移管して誕生[1]。
- 2016年（平成28年）4月1日 - 起点が八本松から根岸町に変更[4]。

## 路線状況
仙台市太白区八本松二丁目（八本松一丁目交差点）から太子堂駅南側（仙台市太白区郡山）までは、あすと長町地区を通る、旧国道4号でも比較的新しい区間である。太子堂駅南側以南は、かつての奥州街道（陸羽街道）である。

## 地理

### 通過する自治体
- 仙台市太白区
- 名取市

### 交差する道路
- 国道286号（仙台市太白区根岸町）
- 宮城県道54号井土長町線（仙台市太白区長町一丁目）
- 宮城県道39号仙台岩沼線（仙台市太白区中田三丁目）
- 宮城県道130号南仙台停車場線（仙台市太白区中田五丁目）
- 宮城県道118号名取村田線（名取市田高）
- 宮城県道128号名取停車場線・宮城県道129号閖上港線（名取市増田）
- 宮城県道126号愛島名取線（名取市飯野坂一丁目）
- 国道4号仙台バイパス（名取市飯野坂三丁目）